# Eleftheri Ora
Die Eleftheri Ora (griechisch Ἐλεύθερη Ὧρα ‚Befreite Stunde‘) ist eine in Athen erscheinende rechtsextreme griechische Tageszeitung. Sie hatte im Jahre 1995 ungefähr 2300 Leser. Es erscheint auch eine Sonntagsausgabe (Ἐλεύθερη Ὧρα τῆς Κυριακῆς).
Eleftheri-Ora-Berichterstattung ist nationalistisch und rechtsextremistisch. Auch fallen regelmäßig antisemitische Tendenzen der Zeitung auf. 2015 vertrieb die Zeitung gemeinsam mit der Orthodoxen Kirche die antisemitische Hetzschrift der Protokolle der Weisen von Zion.
Die Zeitung gehört dem “ΙΑΣΠΙΣ”-Verlag des Grigoris Michalopoulos, des Führers der rechtsextremen Partei Ἐθνικὴ Συμμαχία („Nationale Allianz“), der auch die Wochenzeitung Nei Anthropi sowie den Fernsehsender Tile-Tora besitzt. Herausgeber ist Theophanis Mamalis, Chefredakteur Apostolos Kapsalis.
Des Weiteren steht die Eleftheri Ora den Anhängern des ehemaligen Königshauses nahe.

## Sprache
Die verwendete Sprachform ist eine konservative Form der Dimotiki. Die Eleftheri Ora ist wie die Estia der orthographischen Reform von 1982 zunächst nicht gefolgt und wandte noch bis zum Ende der 1990er Jahre das polytonische System an. Mittlerweile erscheint sie aber monotonisch.